# Bortom världens ände
Bortom världens ände (The Far Side of The World, 1984) är en roman av den brittiske författaren Patrick O'Brian. Boken är den sjunde delen i den svenska utgivningen av författarens bokserie om kapten Jack Aubrey och dr. Stephen Maturin. Eftersom den tidigare Post Captain på svenska delats upp i två böcker är det bara del sex i den engelska utgivningen.
Filmen Master and Commander - Bortom världens ände bygger på O'Brians böcker i allmänhet men främst på denna roman.